# Preston Tucker
Pour les articles homonymes, voir Tucker.
Pour le joueur de baseball, voir Preston Tucker (baseball).
 (juillet 2019).
Si vous disposez d'ouvrages ou d'articles de référence ou si vous connaissez des sites web de qualité traitant du thème abordé ici, merci de compléter l'article en donnant les références utiles à sa vérifiabilité et en les liant à la section « Notes et références ».
Preston Thomas Tucker, né le 21 septembre 1903 à Capac et mort le 26 décembre 1956 à Ypsilanti, tous deux au Michigan, est un concepteur et constructeur d'automobiles américain.
Il est notamment à l'origine de la voiture berline Tucker '48, produite à la fin des années 1940 à seulement une cinquantaine d'exemplaires au total.

## Biographie

### Les débuts (1903-1933)
Preston Tucker naît en 1903 dans une ferme où l'on cultive de la menthe poivrée près de Capac dans le Michigan. Il grandit dans la banlieue de Lincoln Park, près de Detroit. Il est élevé par sa mère, une enseignante, après que son père soit décédé d'une appendicite alors que Preston n'avait que deux ans. Ayant commencé à apprendre à conduire à onze ans, Tucker est obsédé par les automobiles dès son plus jeune âge. À l'âge de seize ans, il commence à acheter des modèles récents, les répare voire les rénove et les revend à profit.
Il fréquente la Cass Technical High School (en) à Detroit, mais il abandonne l'école et obtient un emploi de garçon de bureau pour la Cadillac Motor Company, où il utilise des patins à roulettes pour effectuer ses tournées plus efficacement. En 1922, le jeune Tucker rejoint le département de police de Lincoln Park (Michigan) (malgré les réticences de sa mère). Son intérêt est attisé par son désir de conduire des voitures et des motos de police rapides et performantes. Sa mère le fait retirer des forces de police, signalant aux fonctionnaires qu'à dix-neuf ans, il n'a pas l'âge minimum requis par le ministère.
Il se marie à vingt ans, en 1923. Lui et sa nouvelle épouse, Vera, prennent ensemble un bail de six mois pour une station-service près de Lincoln Park. Vera gère la station pendant la journée, pendant que Preston travaille sur la chaîne de montage de la Ford Motor Company. Au cours des deux derniers mois à la station-service, il commence à vendre des voitures Studebaker.
Le bail expiré, il quitte Ford et retourne dans la police. Lors de son premier hiver au sein des forces de l'ordre, il est interdit de conduite pour avoir utilisé un chalumeau pour percer un trou dans le tableau de bord d’un véhicule afin de permettre à la chaleur du moteur de réchauffer la cabine.
Il rencontre un vendeur d’automobiles, Michael Dulian, qui deviendra plus tard directeur des ventes de « Tucker Car Corporation ». Dulian embauche Tucker en tant que vendeur de voitures chez son concessionnaire de Detroit. Il réussit très bien, mais la concession est loin de son domicile à Lincoln Park. Tucker démissionne donc et retourne dans la police pour la dernière fois.
Quelques mois plus tard, Dulian, toujours impressionné par le succès immédiat de Tucker en tant que vendeur, l'invite à déménager avec lui à Memphis (Tennessee) pour y occuper un poste de directeur des ventes. Dulian est transféré quelques années plus tard, mais Tucker reste à Memphis et est représentant chez Ivor Schmidt (Stutz) et John T. Fisher Motor Company (Chrysler), où il devient directeur général des ventes. Tout en gérant les ventes de Chrysler à Memphis, il établit une connexion avec Pierce-Arrow.
En 1933, il s'installe à Buffalo (New York), et devient directeur régional des ventes pour les automobiles Pierce-Arrow. Deux ans plus tard, il retourne à Détroit et travaille comme vendeur Dodge pour Cass Motors.

### Les courses automobiles et les 500 miles d'Indianapolis (1932-1939)
Au début des années 1930, Preston Tucker entreprend une randonnée annuelle d'un mois sur l'Indianapolis Motor Speedway. Intéressé par les voitures de course et leurs concepteurs, il y rencontre Harry Miller, fabricant ayant le plus de moteurs vainqueurs aux 500 miles d'Indianapolis que tout autre au cours de cette période.
Il déménage à Indianapolis pour être au plus près du lieu de développement des voitures de course. Il travaille en tant que gestionnaire des transports pour un distributeur de bière, supervisant le parc de camions de livraison pour la compagnie.
Meilleur ingénieur que commerçant, Miller se déclare en faillite en 1933 et est à la recherche de nouvelles possibilités. Tucker persuade Miller de le rejoindre dans la construction de voitures de course. Ensemble, ils fondent « Miller and Tucker, Inc. » en 1935. Leur première tâche d'ambition est de modifier dix moteurs V8 pour Henry Ford, car ils veulent convaincre Edsel Ford, puis son père Henry, de construire une voiture de course dérivée des Ford V8 de série, pour l’édition 1935 d'Indianapolis. Cependant, le temps nécessaire pour développer et tester les voitures est insuffisant. Les boîtiers de direction de tous les participants surchauffent et se bloquent, les obligeant à quitter la course. La conception a été perfectionnée par la suite, avec des exemples présentés à Indy jusqu'en 1948.
Miller et Tucker, Inc. poursuivent le développement de voitures de course et diverses autres entreprises jusqu'à la mort de Miller en 1943. Tucker était un ami intime de Miller et a même aidé la veuve de Miller à payer les frais funéraires de son mari.
Tout en travaillant avec Miller, Tucker rencontre les frères Chevrolet et le mécanicien et ingénieur en chef, John Eddie Offutt, qui l'aidera plus tard à développer et à construire le premier prototype de la Tucker '48. La personnalité extravertie de Tucker et son implication à Indianapolis le font connaître dans l'industrie automobile dès 1939.

### Véhicule de combat Tucker et tourelle Tucker Gun (1939-1941)

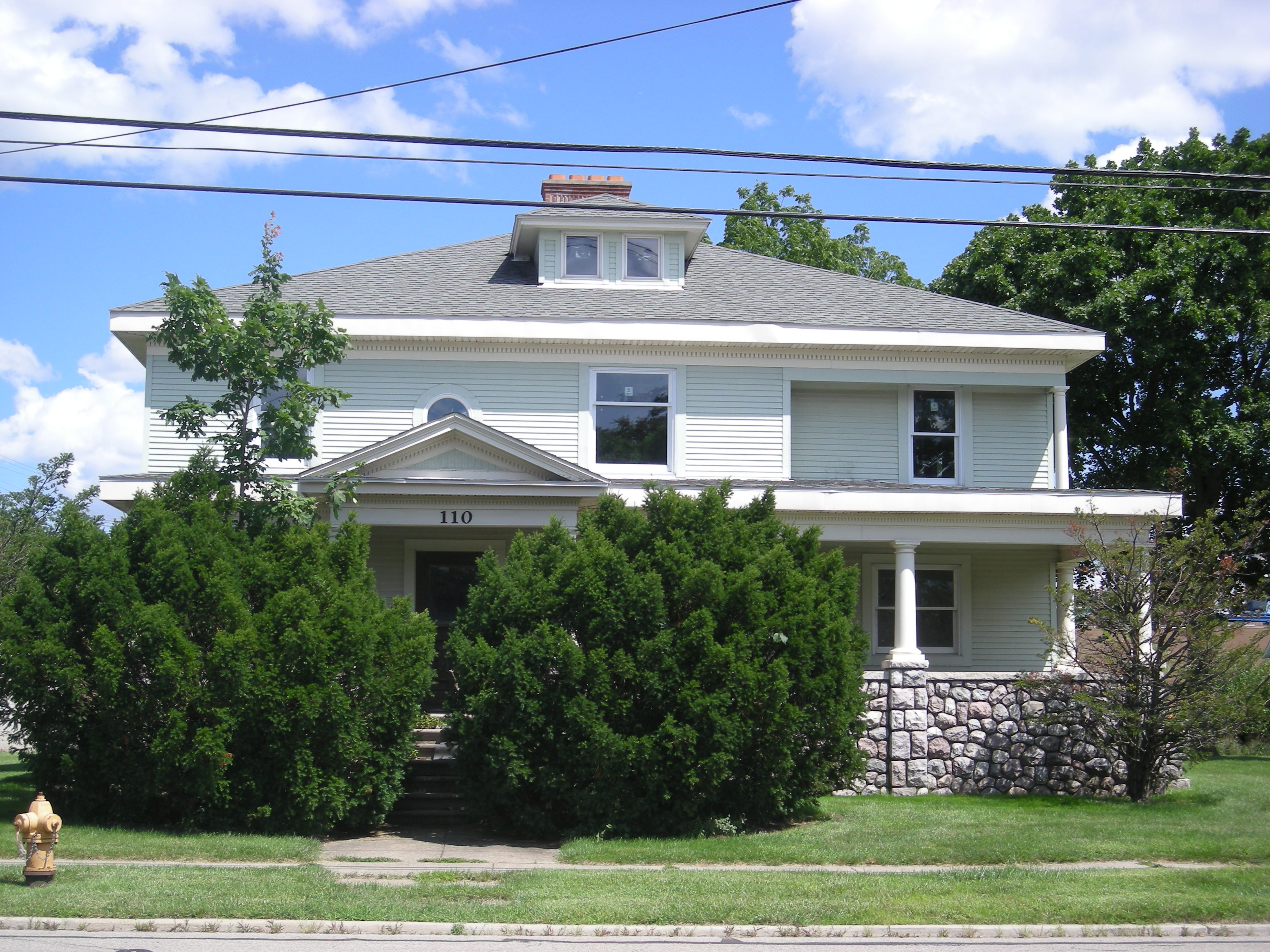
Maison de Preston Tucker à Ypsilanti (Michigan).

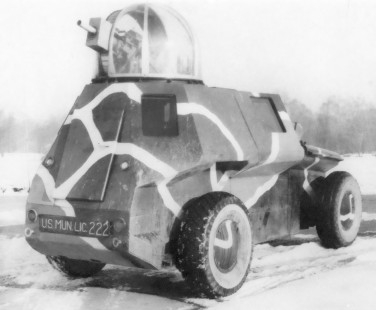
Véhicule de combat Tucker équipé de sa tourelle.

À la fin de 1937, alors qu’il se remet d’une appendicectomie dans un hôpital d’Indianapolis, Preston Tucker lit les nouvelles de la guerre qui se profile en Europe. Il a l'idée de développer un véhicule blindé de combat à grande vitesse.
En 1939, il retourne avec sa famille dans le Michigan et achète une propriété à Ypsilanti. Il y rénove une vieille grange dans laquelle il ouvre et exploite un atelier de fabrication de machines Ypsilanti Machine and Tool Company, dans le but de développer divers produits automobiles.
L'opportunité, pour Tucker, vient du gouvernement néerlandais, qui souhaitait un véhicule de combat adapté au terrain boueux des Pays-Bas. Poursuivant ses relations de travail avec Harry Miller, il commence à concevoir une voiture de combat blindée à empattement court équipée d'un moteur Packard V-12 modifié par Miller. La voiture est surnommée le « Tucker Tiger ». Au moins un prototype de la voiture de combat a été construit. La voiture aurait dû être produite à l'usine de Rahway (New Jersey), propriété de l'American Armament Corporation.
Les Allemands envahissent les Pays-Bas au printemps 1940 avant que Tucker ne puisse finaliser la transaction et le gouvernement néerlandais s'en désintéresse. Il finalise les prototypes et choisit de tenter de vendre le véhicule au gouvernement américain. On dit que la voiture atteignait 160 km/h, dépassant de loin les spécifications de conception. L’armée américaine a estimé que le véhicule était trop rapide et s’était déjà engagée dans d’autres véhicules de combat. Elle refusa de travailler avec Tucker.
Toutefois, la tourelle de tir extrêmement mobile et motorisée de la voiture de combat Tucker, connue sous le nom de « Tourelle Tucker », a suscité l’intérêt de la marine américaine. Harry Miller reprendra plus tard certaines des conceptions de la voiture de combat Tucker à American Bantam, où il participa au développement de la première Jeep.

### Construction d'automobiles

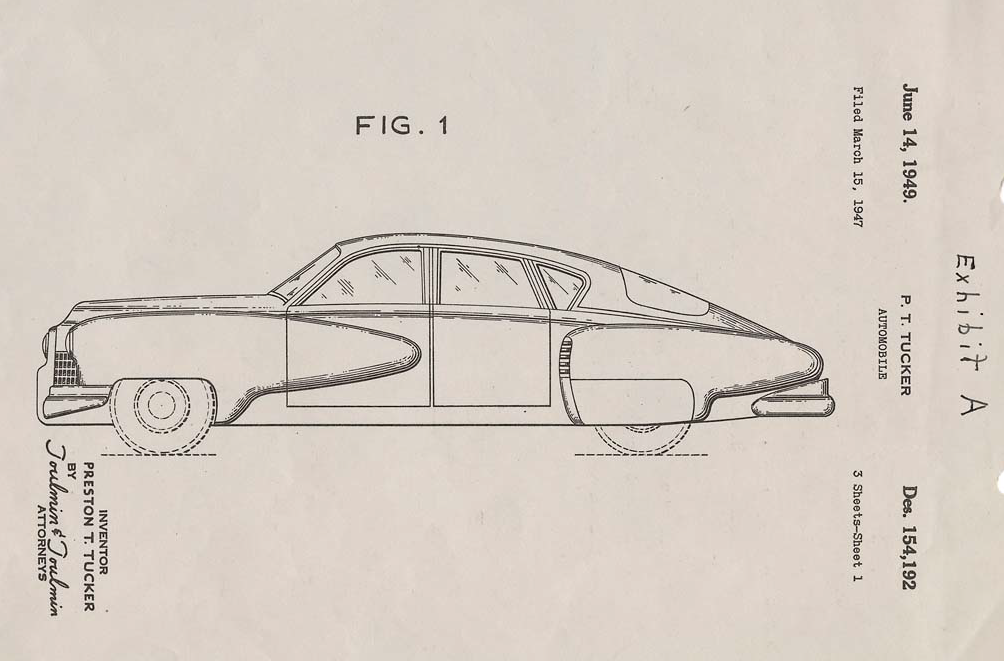
Schéma de la Tucker '48.

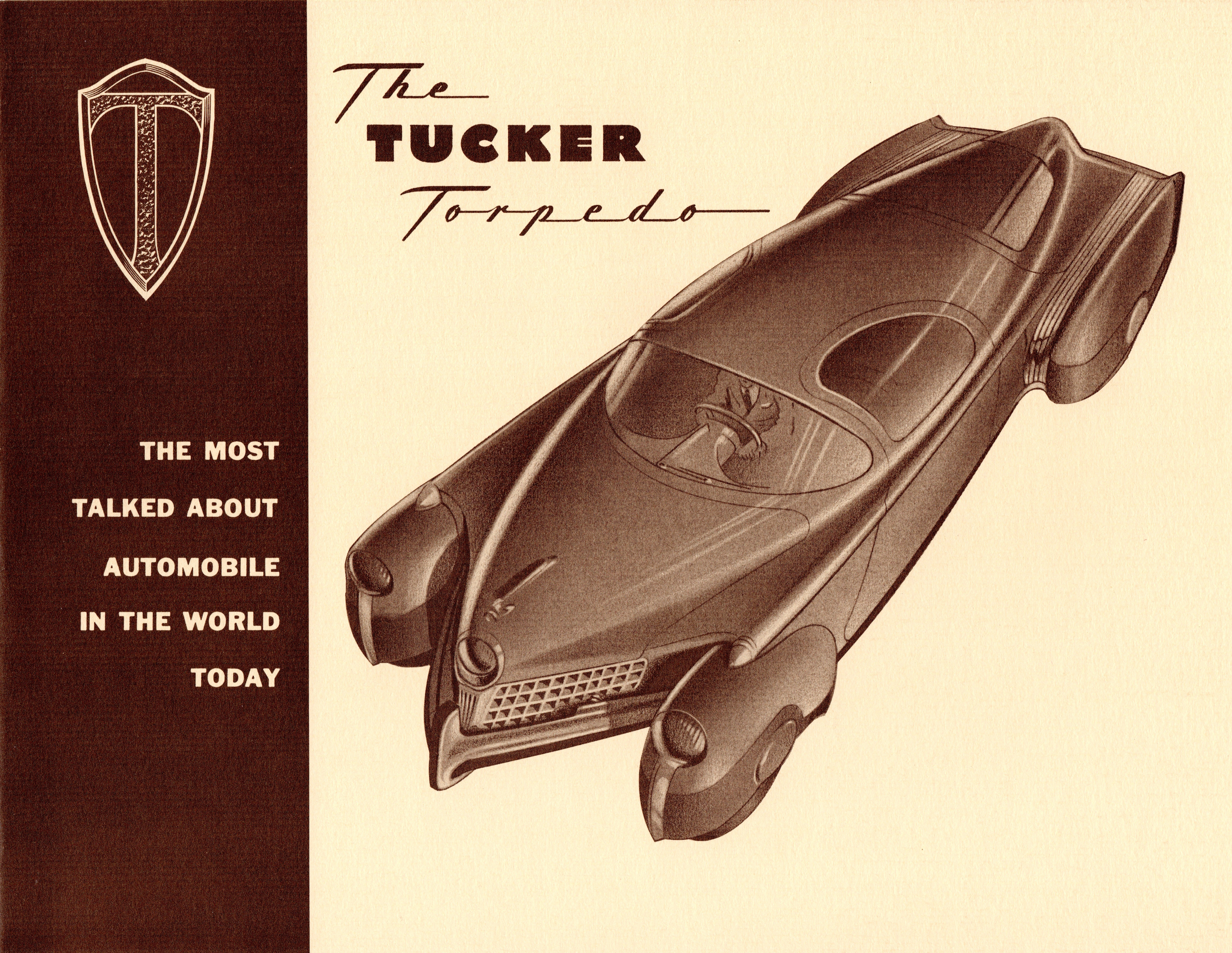
Brochure publicitaire pour la Tucker Torpedo, non produite (vers 1947).

Peu après le début de la Seconde Guerre mondiale, Preston Tucker fonde la « Tucker Aviation Corporation » pour proposer un véhicule à l’armée. Sa proposition n'est pas acceptée, mais il fait une petite fortune avec la mise au point d’une tourelle à canon rotatif.
En 1944, il lance une audacieuse campagne de financement pour construire une berline très innovante, la Tucker '48. Il réussit à louer l'usine de moteurs d'avions Dodge-Chicago, fermée depuis la fin de la guerre, mais il n'y produit qu'une cinquantaine d'exemplaires.

### Procès et fin de vie
En 1949, la commission de surveillance de la bourse (SEC) met Preston Tucker en accusation, car beaucoup des promesses techniques sophistiquées de sa Tucker '48 ne sont pas tenues. De son côté, Preston Tucker accuse les « trois grands » de l'automobile (General Motors, Ford et Chrysler) de chercher à le couler.
Il est finalement innocenté, mais les difficultés financières placent sa société en liquidation. Quant au futur coupé Tucker Talisman, il ne dépassa jamais le stade de la table à dessin.
Preston Tucker meurt le lendemain de Noël 1956, d'un cancer du poumon.

## Dans la culture populaire

### Cinéma
- Dans le film Tucker: L'homme et son rêve (1988) de Francis Ford Coppola, le destin de Preston Tucker est conté sous la forme d'un biopic.
- Dans le film Sin City : J'ai tué pour elle (2014) de Frank Miller et Robert Rodriguez, le personnage de Marv (Mickey Rourke) vole une Tucker '48 à Damian Lord pour aider Dwight à s'échapper.

### Littérature
- Dans le roman Bazaar de Stephen King, Leland Gaunt possède une Tucker Talisman jaune canari, que Preston Tucker aurait fabriquée pour lui en plus du prototype.

### Filmographie
- Tucker : L’homme et son rêve (1988) de Francis Ford Coppola